# Papsko posredovanje u Biglskom sukobu
Papsko posredovanje u Biglskom sukobu (šp. Mediación papal en el conflicto del Beagle) usledilo je nakon neuspeha pregovora između Čilea i Argentine, kada je 22. decembra 1978, argentinska vojna hunta započela operaciju Soberania, kako bi osvojila Rt Horn i ostrva koja su Čileu dodeljena arbitražom pri podeli Bigalskog kanala. Ubrzo nakon aktiviranja operacije Soberina, papa Jovan Pavle II ponudio je svoje posredovanje i poslao svog ličnog izaslanika, kardinala Antonija Samorea, u Buenos Aires. Argentina je, prihvatajući papinu vlast nad katoličkim argentinskim stanovništvom, prekinula vojnu operaciju i prihvatila papsko posredovanje. Dana 9. januara 1979. godine Čile i Argentina potpisali su Montevideov akt kojim su formalno zatražili posredovanje Vatikana i odbacili upotrebu sile. 

## Interesi sukobljenih strana
Papini izaslanici pokušali su da ublaže napetu pregovaračku situaciju i zaustave vojnu krizu. Vatikan je predložio plan koji je podrazumevao šestogodišnji proces tokom kojeg bi sukobljene strane trebalo da se dogovore o svim spornim pitanjima, uključujući prava na plovidbe, suverenitet nad ostalim ostrvima u Arhipelagu Fuegina, razgraničenju u Magelanovom moreuzu i granice kod Rta Horn. 
Čile je arbitražnu presudu iz 1977. godine smatrao „... u potpunosti operativnom i obaveznom po zakonu ...“ dok je Argentina odbijala ovakav ishod. Argentina je odbacila Međunarodnu arbitražnu odluku koju je vlada Alehandra Lanusea zatražila 1971. godine. Argentina je proširila svoje pravo na sve teritorije južno od Ognjene zemlje i istočno od Rta Horn. Odnosno, Argentina je tvrdila poseduje suverenitet nad ostrvima Horn, Volastone, Deseit, Barnevelt, Evouts, Herschell itd. Vojna mobilizacija iz 1978. godine otkrila je druga latentna pitanja međunarodnih odnosa između dve zemlje koja su prethodno bila predviđena ili ignorisana.

## Posrednik
Početkom novembra 1978. godine Čile i Argentina više nisu imali mehanizme za rad na mirnom rešenju i situacija je počela brzo da se destabilizuje. U tom trenutku, bez direktne međusobne komunikacije i odbijenom sudskom nagodbom od strane Argentina, Čile je predložio posredovanje. Argentina je prihvatila predlog i dvojica ministara spoljnih poslova dogovorila su se da se sastanu u Buenos Airesu 12. decembra radi izbora posrednika i uslova posredovanja. Predloženi kandidati bili su:
- Džimi Karter, predsednik Sjedinjenih Američkih Država,
- Organizacija američkih država,
- Huan Karlos I od Španije, španski kralj,
- evropski predsednik,
- Papa Jovan Pavle II.

Ministri dveju država su se složili oko pitanja da papa treba da posreduje u sporu, ali se njihov dogovor pokazao efemernim. Uveče, dok je čileanska delegacija proučavala dokumente predložene za potpis, argentinski ministar pozvao je čileanskog ministra Kubilosa da mu kaže da je predsednik Videla, koji je odobrio njihov izbor posrednika, skinut s  vlasti od strane vojne hunte.
Dana 22. decembra 1978.godine Argentina je pokrenula operaciju Soberania za vojno zauzimanje ostrva. Ujutro 22. decembra, papa Jovan Pavle II je, na sopstvenu inicijativu, direktno kontaktirao obe vlade kako bi saopštio da šalje ličnog izaslanika u Buenos Aires i Santijago.

## Literatura
- Beagle Channel Arbitration between the Republic of Argentina and the Republic of Chile, Report and Decision of the Court of Arbitration
- Mark Laudy: The Vatican Mediation of the Beagle Channel Dispute: Crisis Intervention and Forum Building in Words Over War of Carnegie Commission on Preventing Deadly Conflict.
- Alejandro Luis Corbacho: Predicting the Probability of War During Brinkmanship Crises: The Beagle and the Malvinas Conflicts, Universidad del CEMA, Argentina,  Documento de Trabajo No. 244, September 2003, Spanish Language
- Karin Oellers-Frahm: Der Schiedsspruch in der Beagle-Kanal-Streitigkeit, Berichte und Urkunden: Max-Planck-Institut für ausländisches öffentliches Recht und Völkerrecht, German Language
- Ministerio de Relaciones Exteriores de Chile: Relaciones Chileno-Argentinas, La controversia del Beagle. Genf 1979, English and Spanish Language
- Andrea Wagner: Der argentinisch-chilenische Konflikt um den Beagle-Kanal. Ein Beitrag zu den Methoden friedlicher Streiterledigung. Verlag Peter Lang, Frankfurt a.M. 1992,  3-631-43590-8, German Language
- Karl Hernekamp: Der argentinisch-chilenisch Grenzstreit am Beagle-Kanal. Institut für Iberoamerika-Kunde, Hamburg 1980, German Language
- Andrés Cisneros y Carlos Escudé, "Historia general de las Relaciones Exteriores de la República Argentina", Las relaciones con Chile, Cema, Argentina, Buenos Aires. Spanish Language
- Annegret I. Haffa: Beagle-Konflikt und Falkland (Malwinen)-Krieg. Zur Außenpolitik der Argentinischen Militarregierung 1976–1983. Weltforum Verlag, München/Köln/London 1987,  3-8039-0348-3, German Language
- Isaac F. Rojas und Arturo Medrano: Argentina en el Atlántico Chile en el Pacífico. Editorial Nemont, Buenos Aires, Argentina, 1979, in spanischer Sprache.
- Isaac F. Rojas, La Argentina en el Beagle y Atlántico sur 1. Parte. Editorial Diagraf, Buenos Aires, Argentina, Spanish Language
- Carlos Escudé und Andrés Cisneros: Historia general de las relaciones exteriores de la República Argentina (here), in spanischer Sprache.
- Fabio Vio Valdivieso: La mediación de su S.S. el Papa Juan Pablo II, Editorial Aconcagua, Santiago de Chile, 1984, Spanish Language
- Alberto Marín Madrid: El arbitraje del Beagle y la actitud Argentina. 1984, Editorial Moisés Garrido Urrea, id = A-1374-84 XIII, Spanisch Language
- Luis Alberto Romero, Argentina in the twentieth Century. Pennsylvania State University Press, translated by James P. Brennan, 1994,  0-271-02191-8
- Divisionsgeneral (a.D.) Juan E. Gugliamelli: Cuestión del Beagle. Negociación directa o diálogo de armas (Trans.:The Beagle-Question, direct Negotiations or Dialog of the Weapons), in Spanish Language. (Book compiled from articles of Argentine Magazin "Estrategia", Buenos Aires Nr:49/50, enero-febrero 1978, erschienen sind.)
- General Martín Antonio Balza und Mariano Grondona: Dejo Constancia: memorias de un general argentino. Editorial Planeta, Buenos Aires 2001,  950-49-0813-6, Spanish Language
- Francisco Bulnes Serrano und Patricia Arancibia Clavel: La Escuadra En Acción. Chile, Editorial Grijalbo, 2004,  956-258-211-6, Spanish Language